# Europæiske Lege 2015
De Europæiske Lege 2015, også kendt som Baku 2015 var den første udgave af de Europæiske Lege, et internationalt Multisportsarrangement for sportsfolk, der repræcenterer de nationale olympiske komitéer (NOC) fra de Europæiske Olympiske Komitéer. Legene fandt sted i Baku, Aserbajdsjan, fra den 12. til den 28. juni 2015, og havde næsten 6.000 sportspersoner fra 50 lande, der konkurrerede i 20 sportsgrene.

## Medaljeoversigt
| Placering          | NOC                  | Guld | Sølv | Bronze | Total |
| ------------------ | -------------------- | ---- | ---- | ------ | ----- |
| 1                  | Rusland (RUS)        | 79   | 40   | 45     | 164   |
| 2                  | Aserbajdsjan (AZE)*  | 21   | 15   | 20     | 56    |
| 3                  | Storbritannien (GBR) | 18   | 10   | 19     | 47    |
| 4                  | Tyskland (GER)       | 16   | 17   | 33     | 66    |
| 5                  | Frankrig (FRA)       | 12   | 13   | 18     | 43    |
| 6                  | Italien (ITA)        | 10   | 26   | 11     | 47    |
| 7                  | Hviderusland (BLR)   | 10   | 11   | 22     | 43    |
| 8                  | Ukraine (UKR)        | 8    | 14   | 24     | 46    |
| 9                  | Holland (NED)        | 8    | 12   | 9      | 29    |
| 10                 | Spanien (ESP)        | 8    | 11   | 11     | 30    |
| Total (42 NOC'ere) | Total (42 NOC'ere)   | 253  | 253  | 338    | 844   |

Forklaring
  *   Værtsnation (Aserbajdsjan)